# Симах
Вижте пояснителната страница за други личности с името Симах.
Симах (на латински: Symmachus PP) е римски папа от 22 ноември 498 г. до 19 юли 514 г.
Роден е в Сардиния и е син на Фортунат. Умира в Рим.
Симах служи като архидякон при папа Анастасий II. След смъртта му е избран за папа, поддържан от остготския крал Теодорих Велики, но някои свещеници, симпатизиращи на Византия избират за папа Лаврентий, който е бил до 505 г. „геген-папа“.
През 501 г. сенатор Фест, поддръжник на Лаврентий, обвинява Симах в различни прегрешения, вкл. извънбрачна връзка.
След смъртта си Симах е погребан в катедралата „Свети Петър“ и е канонизиран.